# ماکس ورتهایمر
ماکس ورتهایمر (آلمانی: Max Wertheimer; زادهٔ ۱۵ آوریل ۱۸۸۰ – درگذشته ۱۲ اکتبر ۱۹۴۳) یک روان‌شناس اهل اتریش-مجارستان بود. وی به همراه وولفگانگ کهلر و کورت کافکا یکی از بنیانگذاران مکتب گشتالت بود. این مکتب پس از انتشار مقاله وی دربارهٔ حرکت آشکار "Experimental studies on the seeing of motion" در ۱۹۱۲ شکل گرفت.